# 马和帕丽
马和帕丽（Мақпал 1991年8月—），新疆木垒人，哈萨克族，中国共产党党员。新疆军区基层军官、第十三届全国人民代表大会解放军和武警部队代表。

## 生平
2012年12月，加入中国共产党。2013年时，以大学生士兵身份入伍。2018年，马和帕丽被选为解放军和武警部队出席第十三届全国人民代表大会代表。
2020年时，任新疆军区某合成团坦克二连政治指导员。上尉军衔。被表彰为“全国巾帼建功标兵”，荣立二等功、三等功各1次。同年7月31日，在中国人民解放军建军93周年之际，中共中央宣传部、中央军事委员会政治工作部联合发布13位“最美新时代革命军人”，马和帕丽入选。
2022年时，马和帕丽担任新疆军区某师政治工作部宣传科干事。